# Canta en español (1969)
 (mars 2025).
Albums de Charles Aznavour
Canta en español, vol. 2
(1965) Al dormir junto a ti
(1978)
Canta en español est le 3e album studio de Charles Aznavour en espagnol. Il sort en 1969.
Cet album présente un réenregistrement du titre Su juventud (3e version de Sa jeunesse).

## Liste des chansons
| 1. | Apaga la luz (Éteins la lumière)                    | Charles Aznavour (Adapt. Rafael De León)                | 02:51 |
| 2. | Amor eres como un día (L'amour c'est comme un jour) | Yves Stéphane, Charles Aznavour (Adapt. Alex Marco)     | 03:46 |
| 3. | Los verdes años (Les vertes années)                 | Charles Aznavour, Jeffrey Davis (Adapt. Rafael De León) | 02:19 |
| 4. | Un día (Un jour)                                    | Charles Aznavour (Adapt. Rafael De León)                | 02:23 |
| 5. | Su juventud (3e version) (Sa jeunesse)              | Charles Aznavour (Adapt. Don Diego)                     | 04:50 |

| 6.  | De quererte así (De t'avoir aimée)     | Charles Aznavour (Adapt. Alex Marco)                    | 02:35 |
| 7.  | Lo que fue ya pasó (Tout s'en va)      | Charles Aznavour (Adapt. Rafael De León)                | 03:28 |
| 8.  | Tiempo habrá (On a toujours le temps)  | Bernard Dimey, Charles Aznavour (Adapt. Rafael De León) | 03:05 |
| 9.  | Es la juventud (Au nom de la jeunesse) | Charles Aznavour (Adapt. Rafael De León)                | 03:38 |
| 10. | Jerusalén (Yerushalaïm)                | Charles Aznavour (Adapt. Rafael De León)                | 02:17 |